# Dramat poetycki
Dramat poetycki – termin obejmujący różnorodne zjawiska w dramacie XX w., który łączy odejście od jego klasycznych zasad. Charakteryzuje go swobodna kompozycja, poetyckość języka i tekstu, stylizacyjność, lub paraboliczność. Świat przedstawiony w dramacie poetyckim jest nośnikiem metaforycznych i symbolicznych znaczeń, nadających mu charakter filozoficznego uogólnienia. Przykładami dramatów poetyckich mogą być Escurial Michela de Ghelderode’a, Mord w katedrze i Cocktail party Thomasa Stearnsa Eliota, Orfeusz Anny Świrszczyńskiej.